# 도쿄 지하철 17000계 전동차
도쿄 지하철 17000계 전동차(일본어: 東京地下鉄17000系電車)는 2021년 2월 21일부터 운행을 개시한 도쿄 메트로 (이전 제도고속도교통영단)의 전동차이다.

## 개요

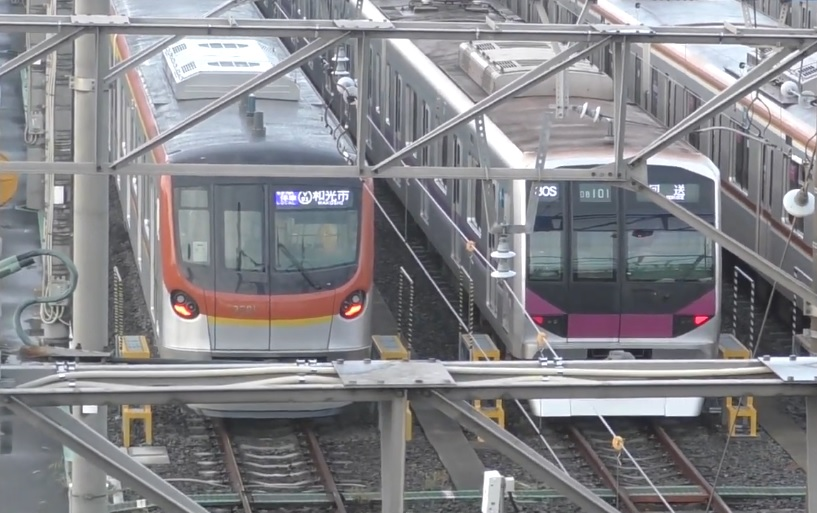
17000계(왼쪽)와 한조몬선용 08계(오른쪽)(신키바 차량기지에서)

기존에 운행중인 도쿄 지하철 7000계 전동차를 대체하기 위해 2020년 1월부터 제작에 들어가, 시운전을 거쳐서 2021년 2월 21일부터 상업 운행에 들어갔다. 같은 해 4월 4일에 6량 편성의 열차가 도입된데 이어, 같은 해 5월 2일에 8량 편성을 도입했다. 2022년 4월에 마지막 열차가 운행을 시작했고, 120량이 추가로 도입되었다.